# Rudolf Johns
Rudolf Johns (* 15. Juli 1900 in Dortmund; † 11. August 1984) war ein deutscher Wirtschaftswissenschaftler.
Er studierte in Freiburg/Br. Wirtschaftswissenschaften u. a. bei Ernst Walb. Im Jahre 1926 promovierte Johns in Freiburg/Br. mit dem Thema „Kurzfristige Erfolgsrechnung in Banken“. Johns habilitierte sich im Jahre 1934 in Freiburg/Br. bei Walter Mahlberg mit dem Thema „Das Rechnungswesen der deutschen Gemeinden“. Nachdem er 1935 Mahlbergs Lehrstuhl und 1936 den von Ernst Walb (für Allgemeine Betriebswirtschaft, Bank- und Finanzwirtschaft) an der Universität zu Köln vertreten hatte, wurde er 1938 wegen seiner Gegnerschaft zum Naziregime wieder davon entfernt. 1940 erhielt er ein Extraordinariat für Betriebswirtschaftslehre an der Universität Münster; dort wurde er nach dem Ende der Naziherrschaft 1945 ordentlicher Professor. Im Jahre 1947 folgte er einem Ruf nach Tübingen. Schüler von Rudolf Johns waren u. a. Ludwig Mülhaupt, Karl Oettle, Siegfried Menrad, Johannes Fettel und Kuno Barth. Im Jahre 1968 wurde er emeritiert.
Johns arbeitete vor allem auf den Gebieten der Gemeindewirtschaft und der Bankwirtschaft. Seine Veröffentlichungen behandeln vor allem die Gemeindewirtschaft und hier wiederum oftmals das öffentliche Rechnungswesen. Johns vertrat den Standpunkt, dass Gemeinden aufgrund ihrer andersartigen Ziele vor allem ein finanzwirtschaftliches Rechnungswesen brauchen. Die Übernahme von Konzepten aus dem erwerbswirtschaftlichen Rechnungswesen lehnte er weitgehend ab. Andererseits zeigte er, dass auch erwerbswirtschaftliche Rechnungsziele mit dem kameralistischen Rechnungswesen erreicht werden können.
Sein Rechnungsverfahren wurde auch in der Praxis erprobt. Auch Johns’ Einfluss sorgte dafür, dass das südbadische gemeindliche Rechnungswesen zum damals modernsten der Bundesrepublik ausgestaltet wurde.

## Schriften (Auswahl)
- Kurzfristige Erfolgsrechnung in Banken, in: Zeitschrift für handelswissenschaftliche Forschung, 21. Jg., 1927, Heft 6, S. 263 ff., Heft 7, S. 289 ff.
- Die Vollrechnung der Gemeinden, in: Zeitschrift für handelswissenschaftliche Forschung, 32. Jg., 1938, Heft 4 und 5, S. 145 ff. und S. 193 ff.
- Kameralistik, in: Die Handelshochschule, 2. Aufl., Band II, Berlin/Wien o. J. (1938)
- Das Problem der öffentlichen Vermögensrechnung und seine Lösung. Würzburg 1943 (der größte Teil der Auflage verbrannte im Krieg)
- Kombinierte Finanz- und Betriebsrechnung im Kameralstil, in: Zeitschrift für handelswissenschaftliche Forschung, NF, 2. Jg., 1950, Heft 9, S. 407 ff.
- Kameralistik, Grundlagen einer erwerbswirtschaftlichen Rechnung im Kameralstil, in: Die Handelshochschule – Die Wirtschaftshochschule, 3. Aufl., Band 3, Wiesbaden 1951
- Artikel „Gemeindewirtschaft“ und „Kameralistik“ in: Handwörterbuch der Betriebswirtschaft, 3. Aufl. Band 2, Stuttgart 1958, Sp. 2148 ff. und Sp. 2936 ff.

Festschrift für Rudolf Johns:
- Gemeindewirtschaft und Unternehmerwirtschaft. Festgabe für Rudolf Johns, herausgegeben von Ludwig Mülhaupt und Karl Oettle. Göttingen 1965